# Introducción a la demografía
Introducción a la demografía (título original en italiano 'Introduzione alla demografía) es un libro escrito en 1981 por el demógrafo italiano Massimo Livi Bacci con la colaboración del editor Gustavo de Santis en la edición italiana y la colaboración del Centre d'Estudis Demogràfics en la española. El libro es utilizado como manual de demografía en la Universidad.

## Contenido
La demografía como una de las ciencias sociales ha experimentado en el siglo XX un desarrollo propio y autónomo, en su origen tuvo una utilidad económica, actuarial (seguros y evaluación de riesgo) así como estratégica en su aplicación nacionalista que se preocupaba de los fenómenos de manera independiente. La demografía como ciencia autónoma ocupa del análisis del sistema demográfico que integra distintos fenómenos como la fecundidad, la nupcialidad, mortalidad, movilidad, migración humana, tanto en sus particularides como en su interrelación que es la que da cuenta del sistema demográfico en su conjunto.
La demografía acoge algunos aspectos la sociología y la biología y utiliza métodos cuantitativos (estudios transversales y estudios longitudinales).
El libro de Livi Bacci presenta tanto los métodos demográficos como el tipo de problemas que se plantean a los demógrafos. Recoge múltiples ejemplos utilizando conocimientos elementales de matemática.

## Índice
El índice consta de un prefacio, 16 capítulos, bibliografía, anexos e índice temático. Los 16 capítulos, que consta de diversos apartados, son los siguientes:
- 1.- Población y demografía
- 2.- Fuentes, estadísticas y errores
- 3.- Las mediciones del crecimiento demográfico
- 4.- Algunos instrumentos de análisis
- 5.- Análisis elemental de los fenómenos demográficos
- 6.- La tabla de mortalidad
- 7.- Interpretación y uso de las tablas de mortalidad
- 8.- Otros problemas de análisis de la mortalidad
- 9.- La formación y la disolución de la pareja
- 10.- La fecundidad
- 11.- La fecundidad de los matrimonios
- 12.- Fecundabilidad, fecundidad natural, limitación de los nacimientos
- 13.- Movilidad y migraciones
- 14.- Las previsiones demográficas
- 15.- La formación de las poblaciones y el modelo estable
- 16.- Métodos indirectos de análisis demográfico

## El autor: Massimo Livi Bacci
El autor, el florentino Massimo Livi Bacci es un político y profesor italiano experto en demografía y demografía histórica.
De 1973 a 1993 fue el secretario general y presidente de la Unión Internacional para el Estudio Científico de la Población (International Union for the Scientific Study of Population) (IUSSP), sociedad científica de estudios demográficos reconocida en todo el mundo, desde entonces ha sido su presidente honorario.

## Publicación de laIntroducción a la demografía
- 1981 - Introduzione alla demografía (enlace roto disponible en Internet Archive; véase el historial, la primera versión y la última)., Loescher Editore, Torino (1ª edición)
- 1993 - Introducción a la demografía, Ariel, 1ª edición en español
- 2007 - Introducción a la demografía, Ariel, 2ª edición en español, ISBN 978-84-344-6573-2 (Vista en Google Books)

### Otras publicaciones de Massimo Livi Bacci

#### Libros
En español
- 1990 - La cuestión demográfica (con Lorenzo Del Panta), Oikos-Tau, ISBN 978-84-281-0694-8
- 1991 - Inmigración y desarrollo: comparación entre Europa y América, Fundación Paulino Torras Domenech, ISBN 978-84-88130-01-3
- 1998 - Ensayo sobre la historia demográfica europea: población y alimentación en Europa, Editorial Ariel, ISBN 978-84-344-6560-2
- 1999 - Historia de la población europea, Crítica, ISBN 978-84-7423-916-4
- 2006 - Los estragos de la conquista: quebranto y declive de los indios de América (2005), Editorial crítica, 978-84-8432-785-1
- 2009 - Historia mínima de la población mundial, Crítica (2000), ISBN 978-84-9892-005-5

En italiano
- 1989 - Storia minima della popolazione del mondo
- 1993 - Popolazione e alimentazione. Saggio sulla storia demografica europea - Il Mulino
- 1993 - La popolazione nella storia d'Europa - Il Mulino
- 2005 - Storia minima della popolazione del mondo - Il Mulino
- 2005 - Conquista. La distruzione degli indios americani - Il Mulino

En inglés
- 1977 - History of Italian Fertility During the Last Two Centuries
- 1991 - Population and nutrition: an essay on European demographic history (1987), Cambridge University Press, UK
- 2002 - A concise history of world population (1989), Blackwell Publisher Ltd, Oxford, UK, 3ª ed.
- 2009 - El Dorado in the marshes: gold, slaves and souls between the Andes and the Amazon, Polity Press

#### Artículos
- 1994 - Pobreza y población Archivado el 27 de diciembre de 2013 en Wayback Machine., Disertación para la Conferencia Internacional sobre la Población y el Desarrollo, El Cairo
- 2003 - Las múltiples causas de la catástrofe: consideraciones teóricas y empíricas, Revista de Indias, ISSN 0034-8341, Vol. 63, Nº 227, 2003, pags. 31-48.
- 2006 - The Depopulation of Hispanic America after the Conquest, 2006, Population and Development Review
- Artículos de Massimo Livi Bacci, en Scholar Google-Google académico